# Sir Endymion Porter y Anton van Dyck

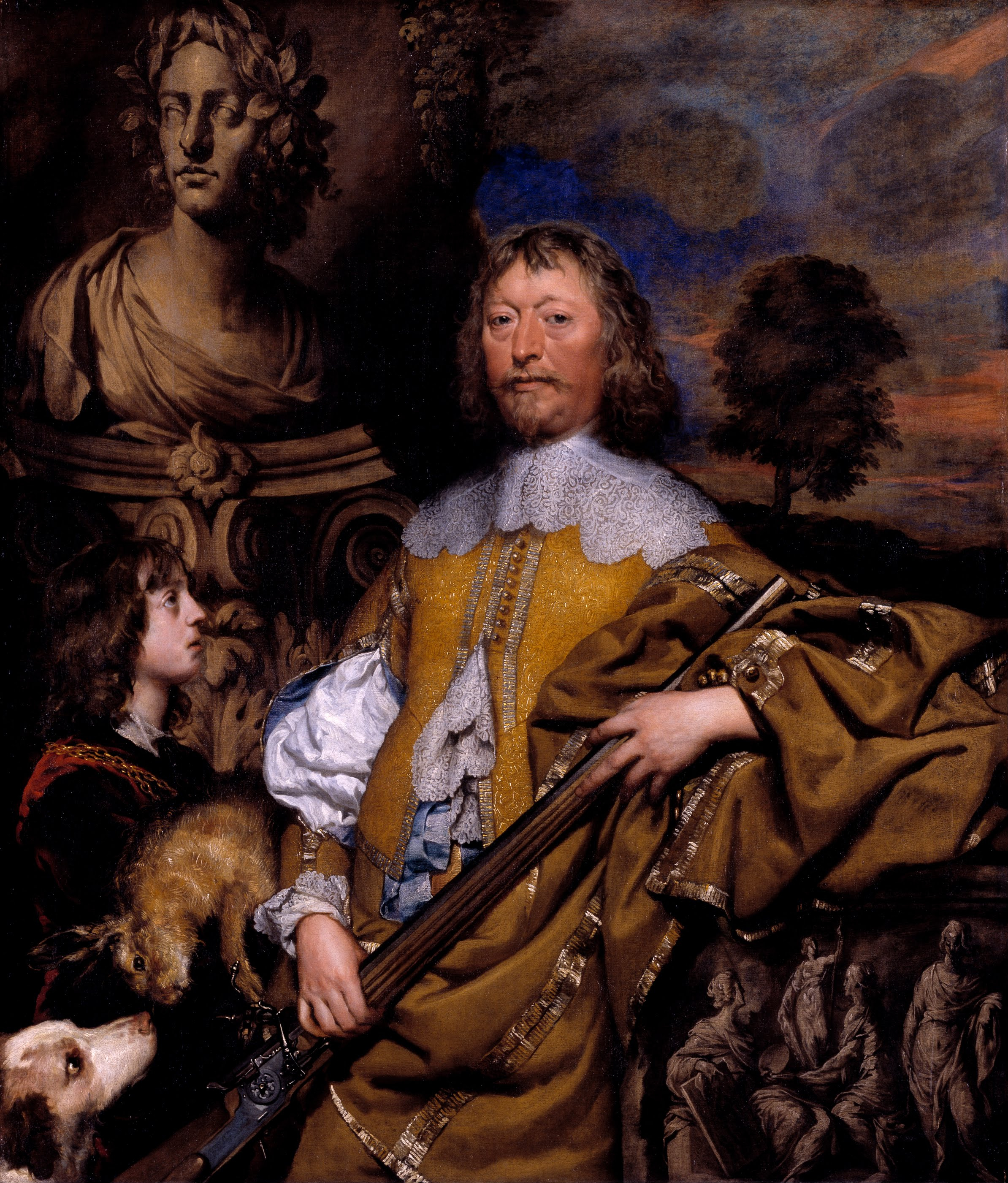
Retrato de Endymion Porter obra de William Dobson del 1634-35.

Sir Endymion Porter y Anton van Dyck es un autorretrato del pintor flamenco Anton van Dyck, en el que se representa a sí mismo junto a su protector sir Endymion Porter. Está realizado en óleo sobre tela, en formato oval, y fue pintado hacia el año 1635. Mide 119 cm de alto y 127 cm de ancho. Se exhibe actualmente en el Museo del Prado de Madrid, España. 
Este autorretrato es el único de Van Dyck en el que el artista se representa con otra persona. Esto demuestra cuán estrecha era la relación con Endymion Porter, al que había conocido en 1620, durante su primer viaje a Londres. Porter era un colaborador del rey y ayudaba al soberano en la adquisición de telas de grandes pintores: había sido comisionado para cerrar la adquisición de la gran colección de arte de los Gonzaga, duques de Mantua, por parte de Carlos I. Y el mismo Porter era un gran apasionado y rico coleccionista de obras de arte. Además de ser amigo de Van Dyck, conoció bien a Rubens y Orazio Gentileschi. Cuando Van Dyck ejecutó esta tela, tenía cerca de 35 años y Porter 47.
Este retrato doble perteneció a Endymion Porter. Después estuvo en otras colecciones, y llegó al Museo del Prado procedente de la Colección Real, a la que se había incorporado por adquisición de la reina Isabel de Farnesio, en cuyo poder está documentado en el año 1745.
Ambos personajes posan una de sus manos sobre una piedra, lo que se ha interpretado como una metáfora de la solidez de su amistad o, en una alusión ya más problemática en la época, como una manera de expresar sus creencias católicas en un país de predominio protestante. En algunos contextos, la piedra se suele entender como alusiva al apóstol Pedro como primera piedra de la Iglesia católica.
Lo realmente notable de esta pintura, aparte de su rareza al representar a un pintor y su comitente juntos, es que lo hace de manera singular, pues el artista y sir Porter aparecen tratados como iguales. Tan sólo la posición central del noble y su atuendo más luminoso denota cierta superioridad, ya que también Van Dyck se muestra con una gran elegancia en sus vestiduras y actitud. Aparte de la amistad y cercanía que unía a los dos personajes, esto es muestra del estatus social ascendente que adquirieron muchos pintores de renombre durante el Barroco.